# Borislav Tsonev
Borislav Tsonev (Blagóevgrad, 29 de abril de 1995) es un futbolista búlgaro que juega como mediocampista y milita en el F. C. CSKA 1948 Sofia de la Primera Liga de Bulgaria.

## Trayectoria
Nacido en Blagóevgrad, comenzó a jugar en el OFC Pirin. En 2009 se unió a la academia del Levski Sofia.
Borislav hizo su debut en el primer equipo en la victoria 3-0 sobre Montana el 27 de mayo de 2011, entró como sustituto de Vladimir Gadzhev. El 29 de abril de 2013, firmó su primer contrato profesional con el club al cumplir 18 años.
Tsonev marcó su primer gol con el Levski el 18 de septiembre de 2013, en la victoria por 4-0 sobre Pirin Gotse Delchev en la primera ronda de la Copa de Bulgaria. En el partido de vuelta contra Pirin el 12 de octubre hizo su primera salida con el Levski. El 26 de octubre, Tsonev hizo su primera aparición por la liga en la victoria en casa por 1-0 sobre el Botev Plovdiv, pero fue expulsado a los 68 minutos.
El 11 de octubre de 2016, Tsonev firmó contrato con el Beroe Stara Zagora. El 25 de noviembre de 2018, anotó un triplete en la victoria en casa por 6-0 contra el Vereya.

## Selección nacional
Tsonev recibió su primera convocatoria para la selección absoluta de Bulgaria el 29 de agosto de 2018 para los partidos de la Liga de las Naciones de la UEFA contra Eslovenia y Noruega los días 6 y 9 de septiembre.

## Clubes
| Club                           | País     | Año       |
| ------------------------------ | -------- | --------- |
| P. F. C. Levski Sofia          | Bulgaria | 2011-2016 |
| P. F. C. Beroe Stara Zagora    | Bulgaria | 2016-2019 |
| N. K. Inter Zaprešić           | Croacia  | 2019-2020 |
| P. F. C. Levski Sofia          | Bulgaria | 2020-2021 |
| F. C. Chornomorets Odessa      | Ucrania  | 2022      |
| P. F. C. Slavia Sofia (cedido) | Bulgaria | 2022      |
| Dalian Professional F. C.      | China    | 2022-2023 |
| F. C. Arda Kardzhali           | Bulgaria | 2024-2025 |
| F. C. CSKA 1948 Sofia          | Bulgaria | 2025-     |

## Estadísticas
| Club               | Temporada | Liga  | Liga  | Copa  | Copa  | Continental | Continental | Total | Total |
| Club               | Temporada | Part. | Goles | Part. | Goles | Part.       | Goles       | Part. | Goles |
| ------------------ | --------- | ----- | ----- | ----- | ----- | ----------- | ----------- | ----- | ----- |
| Levski Sofia       | 2010–11   | 1     | 0     | 0     | 0     | 0           | 0           | 1     | 0     |
| Levski Sofia       | 2011–12   | 0     | 0     | 0     | 0     | 0           | 0           | 0     | 0     |
| Levski Sofia       | 2012–13   | 2     | 0     | 1     | 0     | 0           | 0           | 3     | 0     |
| Levski Sofia       | 2013–14   | 15    | 0     | 5     | 1     | 0           | 0           | 20    | 1     |
| Levski Sofia       | 2014–15   | 9     | 3     | 1     | 0     | –           | –           | 10    | 3     |
| Levski Sofia       | 2015–16   | 8     | 1     | 0     | 0     | –           | –           | 8     | 1     |
| Beroe Stara Zagora | 2016–17   | 21    | 2     | 0     | 0     | 0           | 0           | 21    | 2     |
| Beroe Stara Zagora | 2017–18   | 30    | 4     | 2     | 0     | –           | –           | 32    | 4     |
| Beroe Stara Zagora | 2018–19   | 18    | 7     | 2     | 1     | –           | –           | 20    | 8     |
| Inter Zaprešić     | 2018–19   | 11    | 3     | 0     | 0     | –           | –           | 11    | 3     |
| Inter Zaprešić     | 2019–20   | 23    | 4     | 2     | 2     | –           | –           | 25    | 6     |
| Total              |           | 138   | 24    | 13    | 4     | 0           | 0           | 151   | 28    |